# Rhett Ellison
Rhett Ellison (Portola Valley, 10 gennaio 1988) è un ex giocatore di football americano statunitense che ha militato nel ruolo di fullback nella National Football League (NFL). Fu scelto nel corso del quarto giro (128º assoluto) del 2012 dai Minnesota Vikings. Al college ha giocato a football a Southern California.

## Carriera professionistica

### Minnesota Vikings
Ellison fu scelto nel corso del quarto giro del Draft 2012 dai Minnesota Vikings. Le proprie speranze di venire selezionato nel draft erano talmente basse che il giocatore non stava assistendo all'evento ma era in un'escursione ad un fiume: quando ricevette la telefonata dei Vikings che lo informavano della loro scelta pianse per la gioia. Nella sua stagione da rookie ricevette 7 passaggi per 65 yard.

### New York Giants
Il 9 marzo 2017, Ellison firmò con i New York Giants. Si ritirò dopo la stagione 2019.

## Statistiche
| Yard su ricezione      | 515 |
| Touchdown su ricezione | 3   |

Statistiche aggiornate alla stagione 2016